# Kiira Korpi
Kiira Linda Katriina Korpi (Tampere, 26 de setembro de 1988) é uma ex-patinadora artística finlandesa. Ela foi medalha de bronze do Campeonato Europeu de 2007 e na Universíada de Inverno de 2009. Ela se retirou das competições em 27 de agosto de 2015.

## Programas
| Temporada | Programa curto                 | Patinação livre                                                           | Exibição                |
| --------- | ------------------------------ | ------------------------------------------------------------------------- | ----------------------- |
| 2008–2009 | "Triunfal" por Astor Piazzolla | "Crooked Room", "Passenger to Copenhagen" de "Agatha" por Kerkko Koskinen | "Butterfly" por Rajaton |
| 2007–2008 | "Triunfal" by Astor Piazzolla  | "Phantasia por Andrew Lloyd Webber e Sarah Chang                          | "Abba Medley" por ABBA  |

## Principais resultados
| Resultados | Resultados       | Resultados        | Resultados       | Resultados        | Resultados        | Resultados       | Resultados        | Resultados        | Resultados        | Resultados       | Resultados        | Resultados    | Resultados      | Resultados    |
| Internacional | Internacional    | Internacional     | Internacional    | Internacional     | Internacional     | Internacional    | Internacional     | Internacional     | Internacional     | Internacional    | Internacional     | Internacional | Internacional   | Internacional |
| Evento/Temporada | 2002– 2003       | 2003– 2004        | 2004– 2005       | 2005– 2006        | 2006– 2007        | 2007– 2008       | 2008– 2009        | 2009– 2010        | 2010– 2011        | 2011– 2012       | 2012– 2013        | 2013– 2014    | 2014– 2015      |               |
| --- | ---------------- | ----------------- | ---------------- | ----------------- | ----------------- | ---------------- | ----------------- | ----------------- | ----------------- | ---------------- | ----------------- | ------------- | --------------- | ------------- |
| Jogos Olímpicos |                  |                   |                  | 16.ª              |                   |                  |                   | 11.ª              |                   |                  |                   |               |                 |               |
| Campeonato Mundial |                  |                   |                  | 10.ª              | 14.ª              | 9.ª              |                   | 19.ª              | 9.ª               |                  |                   |               | 31.ª            |               |
| Campeonato Europeu |                  |                   | 13.ª             | 6.ª               | Medalha de bronze | 5.ª              | 5.ª               | 4.ª               | Medalha de bronze | Medalha de prata |                   |               | WD              |               |
| GP Grand Prix Final |                  |                   |                  |                   |                   |                  |                   |                   |                   |                  | 4.ª               |               |                 |               |
| GP Cup of China |                  |                   |                  |                   |                   |                  |                   | Medalha de prata  |                   |                  | Medalha de bronze |               |                 |               |
| GP NHK Trophy |                  |                   |                  |                   |                   |                  |                   |                   | 4.ª               | 6.ª              |                   |               |                 |               |
| GP Rostelecom Cup |                  |                   |                  |                   | 6.ª               | 4.ª              |                   |                   |                   | 5.ª              | Medalha de ouro   |               |                 |               |
| GP Skate America |                  |                   |                  |                   | 7.ª               |                  |                   |                   |                   |                  |                   |               |                 |               |
| GP Skate Canada International                                                                                           |                  |                   |                  |                   |                   |                  |                   |                   |                   |                  |                   | WD            |                 |               |
| GP Trophée Éric Bompard                                                                                                 |                  |                   |                  |                   |                   |                  |                   | 8.ª               | Medalha de ouro   |                  |                   | WD            |                 |               |
| CS Golden Spin of Zagreb                                                                                                |                  |                   |                  |                   |                   | Medalha de prata |                   |                   |                   |                  |                   |               | Medalha de ouro |               |
| Finlandia Trophy |                  |                   |                  |                   | Medalha de ouro   | 5.ª              |                   | Medalha de bronze | Medalha de prata  |                  | Medalha de prata  |               |                 |               |
| Nebelhorn Trophy |                  |                   |                  |                   |                   |                  |                   | Medalha de prata  | Medalha de ouro   |                  |                   |               |                 |               |
| NRW Trophy |                  |                   |                  |                   |                   |                  |                   | 5.ª               |                   |                  |                   |               |                 |               |
| Universíada |                  |                   |                  |                   |                   |                  | Medalha de bronze |                   |                   |                  |                   |               |                 |               |
| Internacional – Júnior                                                                                                  |                  |                   |                  |                   |                   |                  |                   |                   |                   |                  |                   |               |                 |               |
| Campeonato Mundial Júnior                                                                                               | 19.ª             | 16.ª              | 10.ª             |                   |                   |                  |                   |                   |                   |                  |                   |               |                 |               |
| JGP Grand Prix Júnior Final                                                                                             |                  |                   | 4.ª              |                   |                   |                  |                   |                   |                   |                  |                   |               |                 |               |
| JGP JGP Alemanha |                  |                   | Medalha de ouro  |                   |                   |                  |                   |                   |                   |                  |                   |               |                 |               |
| JGP JGP Eslováquia |                  |                   |                  | 7.ª               |                   |                  |                   |                   |                   |                  |                   |               |                 |               |
| JGP JGP Eslovênia |                  | 6.ª               |                  |                   |                   |                  |                   |                   |                   |                  |                   |               |                 |               |
| JGP JGP Estônia |                  |                   |                  | Medalha de bronze |                   |                  |                   |                   |                   |                  |                   |               |                 |               |
| JGP JGP Hungria |                  |                   | 6.ª              |                   |                   |                  |                   |                   |                   |                  |                   |               |                 |               |
| JGP JGP Polônia |                  | Medalha de bronze |                  |                   |                   |                  |                   |                   |                   |                  |                   |               |                 |               |
| Campeonato Nórdico |                  | Medalha de ouro   |                  |                   |                   |                  |                   |                   |                   |                  |                   |               |                 |               |
| Golden Bear of Zagreb                                                                                                   | 5.ª              |                   |                  |                   |                   |                  |                   |                   |                   |                  |                   |               |                 |               |
| Merano Cup |                  |                   |                  | Medalha de ouro   |                   |                  |                   |                   |                   |                  |                   |               |                 |               |
| Nacional |                  |                   |                  |                   |                   |                  |                   |                   |                   |                  |                   |               |                 |               |
| Campeonato Finlandês |                  |                   | Medalha de prata | Medalha de bronze | 4.ª               | Medalha de prata | Medalha de ouro   | Medalha de prata  | Medalha de ouro   | Medalha de ouro  | Medalha de ouro   |               | Medalha de ouro |               |
| Campeonato Finlandês – Júnior                                                                                           | Medalha de prata | Medalha de ouro   |                  |                   |                   |                  |                   |                   |                   |                  |                   |               |                 |               |
| |                  |                   |                  |                   |                   |                  |                   |                   |                   |                  |                   |               |                 |               |
| Legenda: GP = Grand Prix; CS = Challenger Series; JGP = Grand Prix Júnior; Competição não foi disputada nesta temporada |                  |                   |                  |                   |                   |                  |                   |                   |                   |                  |                   |               |                 |               |